# 艾爾擬鱥
艾爾擬鱥（學名：Pseudophoxinus alii），為輻鰭魚綱鯉形目雅羅魚科的其中一個種，被IUCN列為瀕危保育類動物，分布歐洲土耳其伊利察河、科穆爾庫勒河以及阿克蘇河流域，本魚體呈紡錘形，側線不完整，口端位，眼睛大，腹鰭起點在背鰭起點前，性別二態性明顯，繁殖期雄魚通常顏色較深，在頭部的背側和側面以及沿著胸鰭的鰭條上有結節，體長可達13.5公分，棲息在植被生長、沙石底質的溪流底中層水域，生活習性不明。

## 扩展阅读
維基物種上的相關：艾爾擬鱥